# Roze maagdenpalm
De roze maagdenpalm (Catharanthus roseus) is een kruidachtig gewas.
De roze maagdenpalm is endemisch in Madagaskar, maar de soort is daar bedreigd. In Europa en andere delen van de wereld wordt de soort veelvuldig als kamerplant gebruikt. De plant is een bron van vinblastine en vincristine, twee stoffen die gebruikt worden in medicijnen voor de behandeling van leukemie en de ziekte van Hodgkin. Een andere stof die uit de plant gewonnen wordt, ajmalicine, wordt gebruikt om de bloeddruk te verlagen.
Catharanthus roseus, dat van huis uit meerjarig is, wordt in Europa als eenjarige plant gekweekt. Aan de bloemen kan men zien dat het een familielid is van Vinca, de maagdenpalm. Het blad van de Vinca ziet er echter heel anders uit en daaraan zijn ze gemakkelijk te onderscheiden. Voorts maakt Vinca uitlopers die zich op de grond vastzetten en zo een heel tapijt vormen, terwijl Catharanthus een opgaande groei vertoont. 
De keel van de bloemkroon van Catharanthus is door borstelachtige haartjes praktisch afgesloten. Naast de roze en witte vorm bestaan er talloze cultivars van deze soort met rode, paarse, donkerroze of tweekleurige bloemen.
De plant is ook in andere delen van de wereld geïntroduceerd. Vooral in Midden-Amerika en langs de oostkust van Australië groeit Catharanthus roseus veel in het wild.

## Synoniemen
Synoniemen voor de geaccepteerde naam (Catharanthus roseus) zijn:
- Ammocallis rosea (L.) Small
- Lochnera rosea (L.) Rchb. ex Spach
- Vinca rosea L. , basioniem

## Afbeeldingen

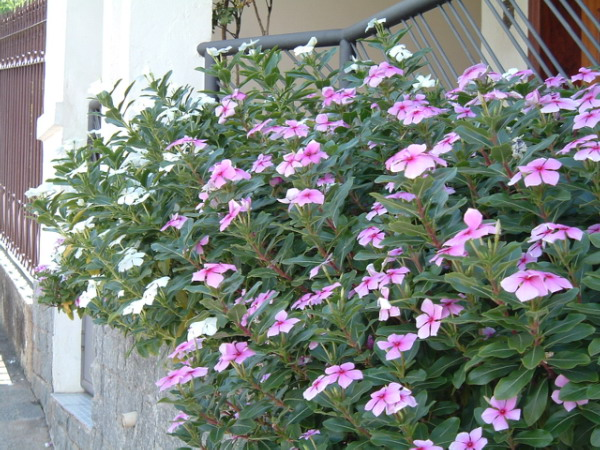
Catharanthus roseus
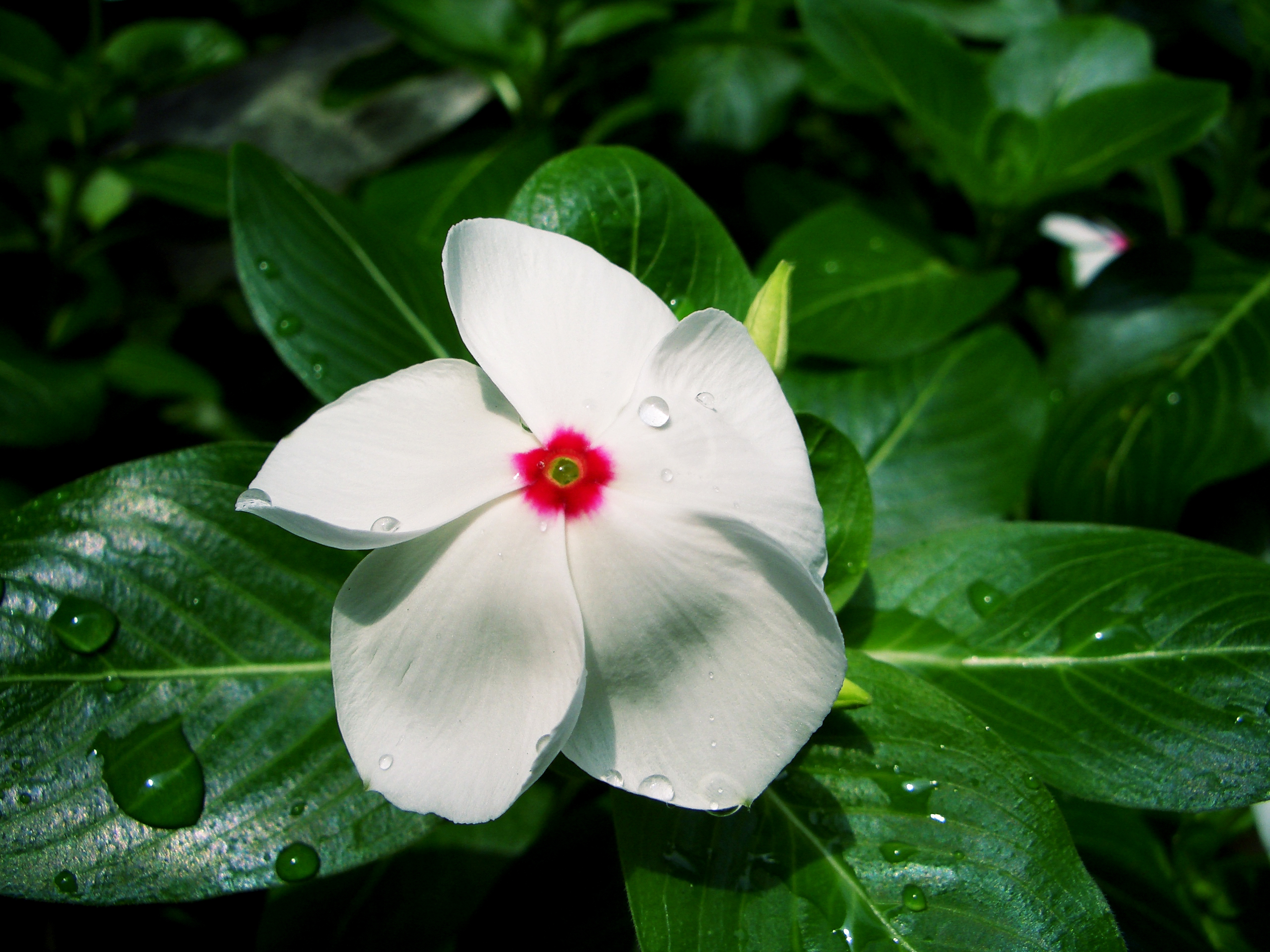
Witte Catharanthus roseus
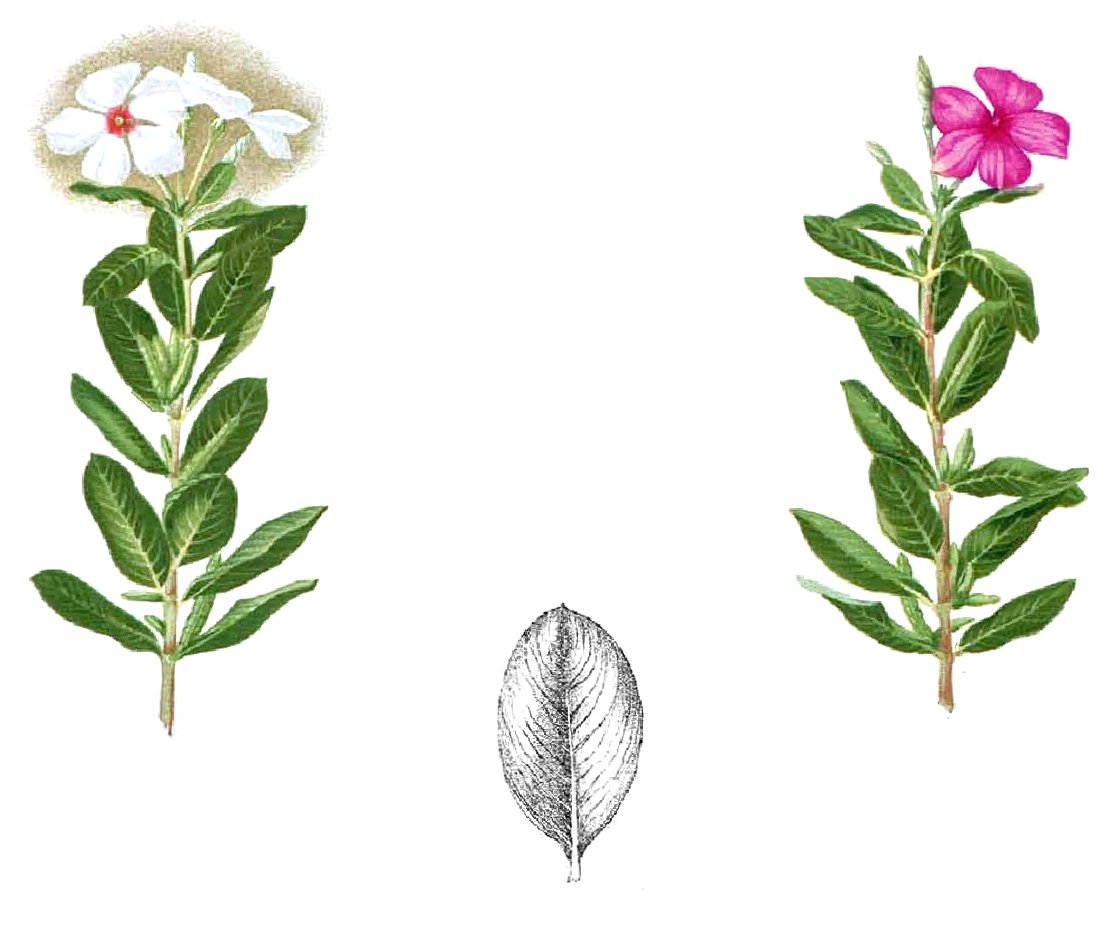
Tekening van Catharanthus roseus, ca. 1880
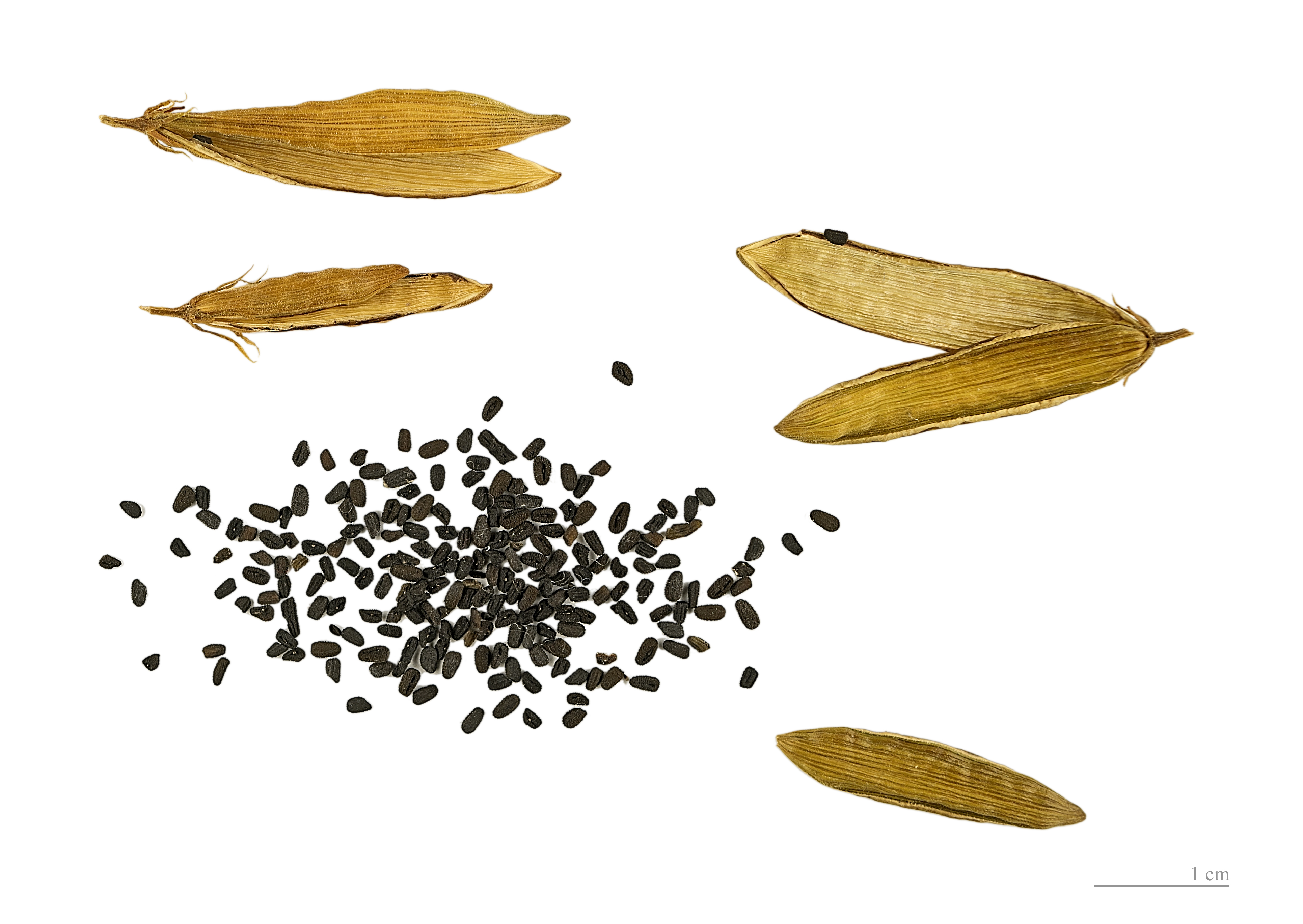
Vruchten en zaden
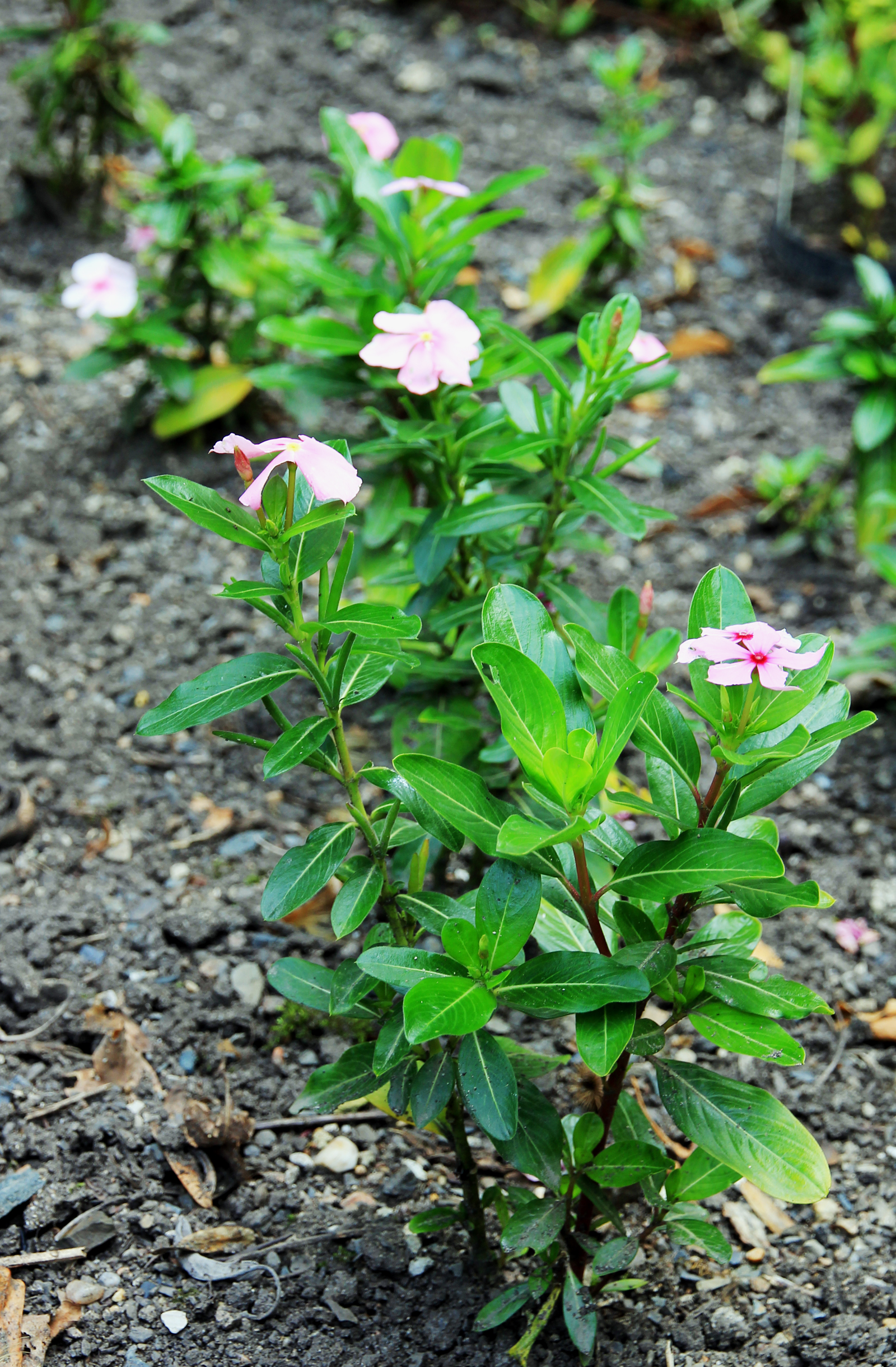
Exemplaar in de botanische tuin van Praag
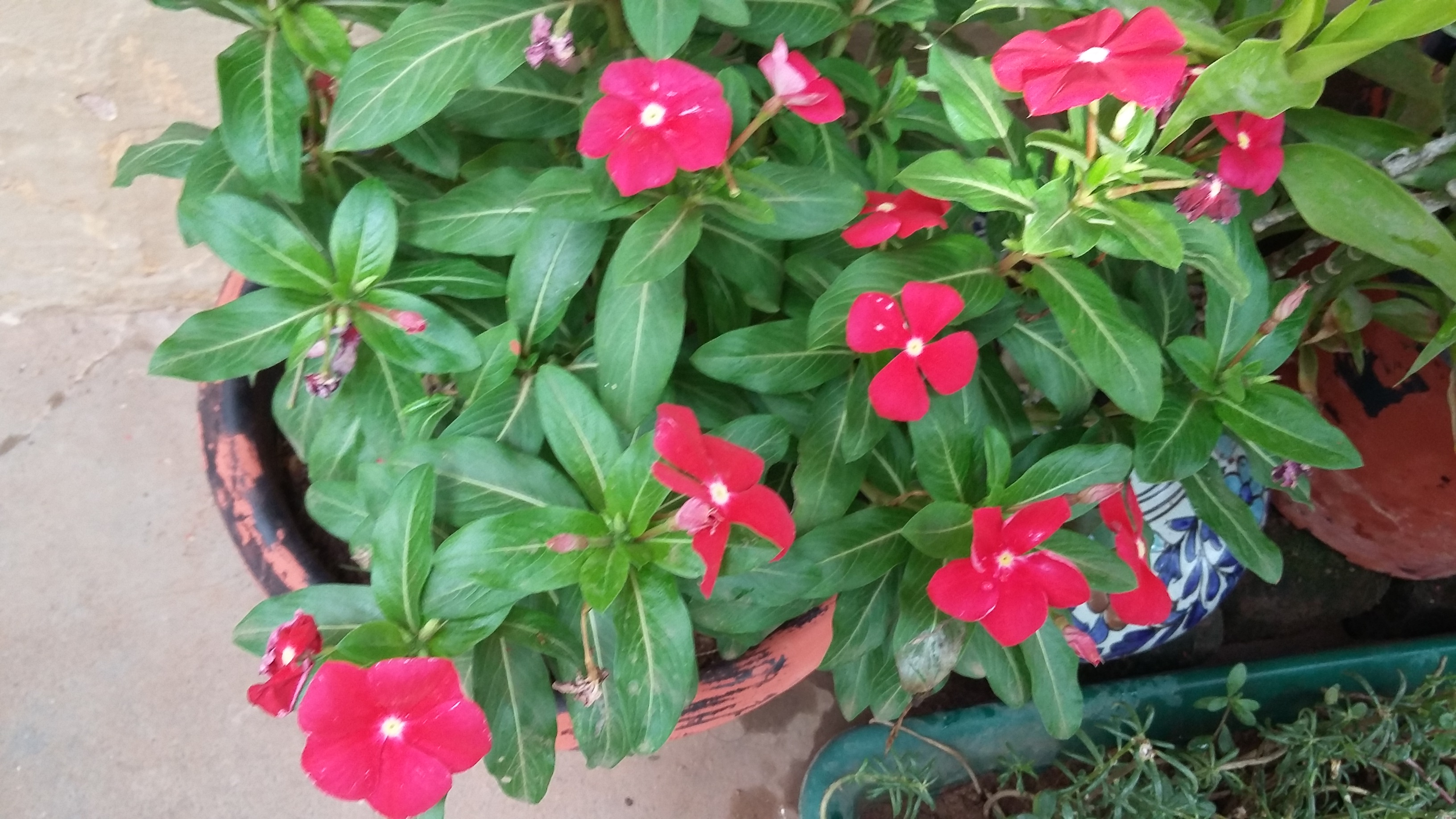
Rode cultivar